# 조안 콜필드

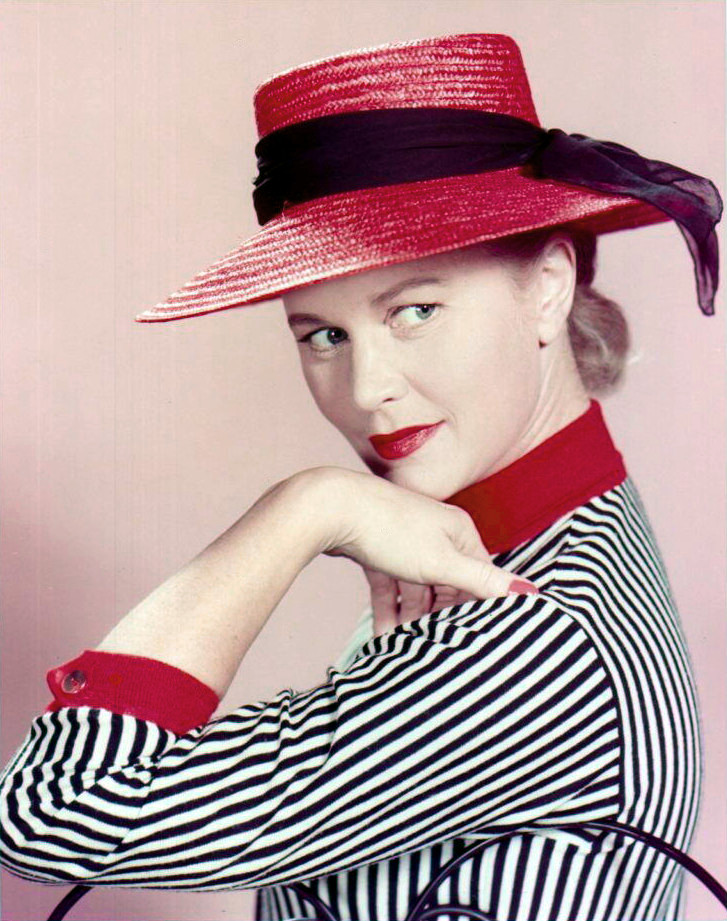

조안 콜필드(Joan Caulfield, 1922년 6월 1일 ~ 1991년 6월 18일)는 미국의 배우, 모델, 각본가, 영화배우, 텔레비전 배우이다.
웨스트오렌지 (뉴저지주)에서 태어났으며 로스앤젤레스에서 사망하였다. 사인은 암이다.

## 영화
- 벅스킨 (1968년)
- 웰컴 스트레인저 (1947년)
- 버라이어티 걸 (1947년)
- Monsieur Beaucaire (1946년)
- 블루 스카이스 (1946년)